# Oststädter Sportverein Hannover von 1923 1979-1980
Questa voce raccoglie le informazioni riguardanti l'Oststädter Sportverein Hannover nelle competizioni ufficiali della stagione 1979-1980.

## Stagione
Nella stagione 1979-1980 l'OSV Hannover, allenato da Karl-Heinz Mülhausen, concluse il campionato di 2. Bundesliga al 12º posto. In Coppa di Germania l'OSV Hannover fu eliminato al primo turno dall'Holstein Kiel.

## Rosa
| N. |                     | Ruolo | Calciatore           |
| -- | ------------------- | ----- | -------------------- |
|    | Germania (bandiera) | P     | Reinhard Dittel      |
|    | Germania (bandiera) | P     | Volker Hintze        |
|    | Germania (bandiera) | D     | Michael Knopf        |
|    | Germania (bandiera) | D     | Wolfgang Rischker    |
|    | Germania (bandiera) | D     | Bernd Staigies       |
|    | Germania (bandiera) | D     | Frank Witter         |
|    | Germania (bandiera) | C     | Heinz Bartels        |
|    | Germania (bandiera) | C     | Manfred Bartels      |
|    | Germania (bandiera) | C     | Peter Fuchs          |
|    | Germania (bandiera) | C     | Wolfgang Heinrichsen |

| N. |                     | Ruolo | Calciatore          |
| -- | ------------------- | ----- | ------------------- |
|    | Germania (bandiera) | C     | Karl-August Herbeck |
|    | Germania (bandiera) | C     | Ralf Kage           |
|    | Germania (bandiera) | C     | Uli Meisner         |
|    | Germania (bandiera) | C     | Ulrich Meyer        |
|    | Germania (bandiera) | C     | Herbert Poesger     |
|    | Germania (bandiera) | C     | Ewald Schmid        |
|    | Germania (bandiera) | A     | Hans-Georg Arndt    |
|    | Germania (bandiera) | A     | Volker Diers        |
|    | Germania (bandiera) | A     | Bernd Krumbein      |
|    | Germania (bandiera) | A     | Lutz Mertins        |

## Organigramma societario
Area tecnica
- Allenatore: Karl-Heinz Mülhausen
- Allenatore in seconda:
- Preparatore dei portieri:
- Preparatori atletici:

## Calciomercato

### Sessione estiva
| Acquisti | Acquisti | Acquisti | Acquisti |
| R.       | Nome     | da       | Modalità |
| -------- | -------- | -------- | -------- |

| Cessioni | Cessioni       | Cessioni  | Cessioni |
| R.       | Nome           | a         | Modalità |
| -------- | -------------- | --------- | -------- |
| A        | Heinz Tetzlaff | Oldenburg |          |

### Sessione invernale
| Acquisti | Acquisti     | Acquisti   | Acquisti |
| R.       | Nome         | da         | Modalità |
| -------- | ------------ | ---------- | -------- |
| C        | Peter Fuchs  | Norimberga |          |
| C        | Ewald Schmid | Osnabrück  |          |

| Cessioni | Cessioni | Cessioni | Cessioni |
| R.       | Nome     | a        | Modalità |
| -------- | -------- | -------- | -------- |

## Risultati

### 2. Bundesliga

#### Girone di andata
| Arbitro: | Heitmann |

|  |           |            |
|  | Marcatori | 53’ Kaczor |

| Arbitro: | Mölm |

|  |           |             |
|  | Marcatori | 64’ Herbeck |

| Arbitro: | Glasneck |

|                                                  |           |          |
| Krumbein 10’ Herbeck 36’ Meisner 63’ Poesger 74’ | Marcatori | 80’ Wolf |

| Arbitro: | Weber |

|                                                |           |                       |
| Großmann 9’ Ochmann 32’ Schonert 33’, 48’, 83’ | Marcatori | 6’ Krumbein 14’ Arndt |

| Arbitro: | Milkert |

|             |           |          |
| Poesger 14’ | Marcatori | 25’ Bone |

| Arbitro: | Assenmacher |

|                                          |           |  |
| Kunkel 37’ Hammes 46’, 52’, 89’ Zyla 84’ | Marcatori |  |

| Arbitro: | Kasperowski |

|  |           |                             |
|  | Marcatori | 7’ Spazier 47’, 52’ Pallaks |

| Arbitro: | Teichert |

|           |           |                       |
| Rolff 22’ | Marcatori | 40’ Arndt 75’ Bartels |

| Arbitro: | Brückner |

|                                     |           |                         |
| Mill 22’ Herget 25’, 54’ Bartel 66’ | Marcatori | 24’ Poesger 65’ Mertins |

| Arbitro: | Osmers |

|             |           |          |
| Krumbein 7’ | Marcatori | 44’ Koch |

| Arbitro: | Eggers |

|                         |           |              |
| Jordt 33’ Jochimiak 68’ | Marcatori | 20’ Krumbein |

| Arbitro: | Waltert |

|                                              |           |                  |
| Knopf 21’ Bartels 29’ Krumbein 67’ Meyer 84’ | Marcatori | 8’, 22’ Bebensee |

| Arbitro: | Kespohl |

|                                                                                          |           |              |
| Krüger 19’ Seegler 48’, 74’ (rig.) Lenz 62’, 65’, 66’ Jovanovic 73’ Elfering 78’ Elm 82’ | Marcatori | 44’ Krumbein |

| Arbitro: | Mölm |

|                          |           |                      |
| Bartels 46’ Krumbein 51’ | Marcatori | 64’ Lücke 76’ Kosien |

| Arbitro: | Winkler |

|                                                                                     |           |            |
| Eilenfeldt 6’, 75’ Sackewitz 23’ Schock 25’ Schröder 31’ Pagelsdorf 72’ Schnier 88’ | Marcatori | 5’ Bartels |

| Arbitro: | Kopka |

|  |           |          |
|  | Marcatori | 70’ Kehr |

| Arbitro: | Wuttke |

|                             |           |           |
| Feilzer 22’, 38’ Lorenz 50’ | Marcatori | 83’ Diers |

| Arbitro: | Wichmann |

|             |           |                     |
| Poesger 84’ | Marcatori | 41’ (aut.) Rischker |

| Arbitro: | Barnick |

|              |           |                             |
| Skandera 12’ | Marcatori | 67’ Krumbein 72’, 76’ Diers |

#### Girone di ritorno
| Arbitro: | Kautschor |

|           |           |              |
| Mense 10’ | Marcatori | 90’ Krumbein |

| Arbitro: | Uhlig |

|  |           |                                                |
|  | Marcatori | 20’, 41’ (rig.) Schatzschneider 29’ Winskowsky |

| Lüdenscheid 8 aprile 1980 22ª giornata | Rot-Weiß Lüdenscheid | 0 – 0 referto | OSV Hannover | Stadion Nattenberg (1 000 spett.)\| Arbitro: \| Rieb \| |
| Arbitro:                               | Rieb                 |               |              |                                                         |

| Hannover 10 febbraio 1980 23ª giornata | OSV Hannover | 0 – 0 referto | Viktoria Colonia | Oststadtstadion (1 700 spett.)\| Arbitro: \| Möller \| |
| Arbitro:                               | Möller       |               |                  |                                                        |

| Arbitro: | Gathmann |

|                                            |           |                          |
| Mödrath 40’, 67’, 77’ Goll 45’ Jürgens 84’ | Marcatori | 13’ Bartels 89’ Krumbein |

| Arbitro: | Kasperowski |

|              |           |            |
| Krumbein 28’ | Marcatori | 45’ Patzke |

| Arbitro: | Eschenbach |

|           |           |                                                     |
| Korte 60’ | Marcatori | 8’ Arndt 33’ Krumbein 70’ Mertins 85’, 90’ Rischker |

| Arbitro: | Pauly |

|  |           |                               |
|  | Marcatori | 40’, 47’, 75’ Linz 50’ Zander |

| Arbitro: | Vordanz |

|  |           |                           |
|  | Marcatori | 80’ Meininger 89’ Diemand |

| Arbitro: | Wippker |

|  |           |            |
|  | Marcatori | 65’ Schmid |

| Arbitro: | Brückner |

|             |           |  |
| Poesger 10’ | Marcatori |  |

| Arbitro: | Burgers |

|             |           |                                     |
| Bentrup 13’ | Marcatori | 33’ Krumbein 59’ Schmid 88’ Poesger |

| Arbitro: | Reichmann |

|                                 |           |              |
| Bartels 67’ (rig.) Krumbein 84’ | Marcatori | 32’ Diekmann |

| Arbitro: | Kohnen |

|           |           |                        |
| Lücke 39’ | Marcatori | 58’ Meyer 65’ Krumbein |

| Arbitro: | Kohnen |

|                              |           |                               |
| Schmid 12’ Krumbein 71’, 74’ | Marcatori | 39’ Schock 77’ (rig.) Peitsch |

| Arbitro: | Gathmann |

|                                      |           |                       |
| Montanes 29’ Stradt 39’ Bertrams 51’ | Marcatori | 64’ Bartels 74’ Diers |

| Arbitro: | Kespohl |

|                               |           |               |
| Schmid 24’ Bartels 54’ (rig.) | Marcatori | 6’, 56’ Harth |

| Berlino 24 maggio 1980 37ª giornata | TeBe Berlino | 0 – 0 referto | OSV Hannover | Stadio Olimpico (800 spett.)\| Arbitro: \| Risse \| |
| Arbitro:                            | Risse        |               |              |                                                     |

| Arbitro: | Uhlig |

|                                     |           |                              |
| Krumbein 3’ Poesger 69’ (rig.), 90’ | Marcatori | 58’ Brocker 62’ (rig.) Halbe |

### Coppa di Germania
| Arbitro: | Retzmann |

|                                           |           |                       |
| Knodel 4’ Dietrich 76’ (rig.), 78’ (rig.) | Marcatori | 45’ Poesger 81’ Meyer |

## Statistiche

### Statistiche di squadra
| Competizione      | Punti | In casa | In casa | In casa | In casa | In casa | In casa | In trasferta | In trasferta | In trasferta | In trasferta | In trasferta | In trasferta | Totale | Totale | Totale | Totale | Totale | Totale | DR  |
| Competizione      | Punti | G       | V       | N       | P       | Gf      | Gs      | G            | V            | N            | P            | Gf           | Gs           | G      | V      | N      | P      | Gf     | Gs     | DR  |
| ----------------- | ----- | ------- | ------- | ------- | ------- | ------- | ------- | ------------ | ------------ | ------------ | ------------ | ------------ | ------------ | ------ | ------ | ------ | ------ | ------ | ------ | --- |
| 2. Bundesliga     | 36    | 19      | 6       | 7       | 6       | 25      | 30      | 19           | 7            | 3            | 9            | 30           | 49           | 38     | 13     | 10     | 15     | 55     | 79     | -24 |
| Coppa di Germania | -     | 0       | 0       | 0       | 0       | 0       | 0       | 1            | 0            | 0            | 1            | 2            | 3            | 1      | 0      | 0      | 1      | 2      | 3      | -1  |
| Totale            | 36    | 19      | 6       | 7       | 6       | 25      | 30      | 20           | 7            | 3            | 10           | 32           | 52           | 39     | 13     | 10     | 16     | 57     | 82     | -25 |

### Andamento in campionato
| Giornata  | 1  | 2  | 3 | 4  | 5  | 6  | 7  | 8  | 9  | 10 | 11 | 12 | 13 | 14 | 15 | 16 | 17 | 18 | 19 | 20 | 21 | 22 | 23 | 24 | 25 | 26 | 27 | 28 | 29 | 30 | 31 | 32 | 33 | 34 | 35 | 36 | 37 | 38 |
| --------- | -- | -- | - | -- | -- | -- | -- | -- | -- | -- | -- | -- | -- | -- | -- | -- | -- | -- | -- | -- | -- | -- | -- | -- | -- | -- | -- | -- | -- | -- | -- | -- | -- | -- | -- | -- | -- | -- |
| Luogo     | C  | T  | C | T  | C  | T  | C  | T  | T  | C  | T  | C  | T  | C  | T  | C  | T  | C  | T  | T  | C  | T  | C  | T  | C  | T  | C  | C  | T  | C  | T  | C  | T  | C  | T  | C  | T  | C  |
| Risultato | P  | V  | V | P  | N  | P  | P  | V  | P  | N  | P  | V  | P  | N  | P  | P  | P  | N  | V  | N  | P  | N  | N  | P  | N  | V  | P  | P  | V  | V  | V  | V  | V  | V  | P  | N  | N  | V  |
| Posizione | 15 | 11 | 6 | 10 | 10 | 15 | 16 | 15 | 16 | 16 | 17 | 16 | 16 | 15 | 16 | 16 | 16 | 16 | 16 | 16 | 16 | 16 | 16 | 16 | 16 | 16 | 16 | 17 | 17 | 16 | 15 | 14 | 13 | 12 | 12 | 12 | 12 | 12 |

Legenda:

Luogo: C = Casa; T = Trasferta. Risultato: V = Vittoria; N = Pareggio; P = Sconfitta.

### Statistiche dei giocatori
| Giocatore      | 2. Bundesliga | 2. Bundesliga | 2. Bundesliga | 2. Bundesliga | Coppa di Germania | Coppa di Germania | Coppa di Germania | Coppa di Germania | Totale   | Totale | Totale      | Totale     |
| Giocatore      | Presenze      | Reti          | Ammonizioni   | Espulsioni    | Presenze          | Reti              | Ammonizioni       | Espulsioni        | Presenze | Reti   | Ammonizioni | Espulsioni |
| -------------- | ------------- | ------------- | ------------- | ------------- | ----------------- | ----------------- | ----------------- | ----------------- | -------- | ------ | ----------- | ---------- |
| H. Arndt       | 20            | 3             | 0             | 0             | 1                 | 0                 | 0                 | 0                 | 21       | 3      | 0           | 0          |
| H. Bartels     | 36            | 7             | 4             | 0             | 0                 | 0                 | 0                 | 0                 | 36       | 7      | 4           | 0          |
| M. Bartels     | 7             | 1             | 2             | 0             | 0                 | 0                 | 0                 | 0                 | 7        | 1      | 2           | 0          |
| V. Diers       | 32            | 4             | 1             | 0             | 1                 | 0                 | 0                 | 0                 | 33       | 4      | 1           | 0          |
| R. Dittel      | 38            | 0             | 0             | 0             | 1                 | 0                 | 0                 | 0                 | 39       | 0      | 0           | 0          |
| P. Fuchs       | 17            | 0             | 2             | 0             | 0                 | 0                 | 0                 | 0                 | 17       | 0      | 2           | 0          |
| W. Heinrichsen | 0             | 0             | 0             | 0             | 0                 | 0                 | 0                 | 0                 | 0        | 0      | 0           | 0          |
| K. Herbeck     | 32            | 2             | 4             | 0             | 1                 | 0                 | 0                 | 0                 | 33       | 2      | 4           | 0          |
| V. Hintze      | 0             | 0             | 0             | 0             | 0                 | 0                 | 0                 | 0                 | 0        | 0      | 0           | 0          |
| R. Kage        | 1             | 0             | 0             | 0             | 0                 | 0                 | 0                 | 0                 | 1        | 0      | 0           | 0          |
| M. Knopf       | 31            | 1             | 4             | 0             | 1                 | 0                 | 0                 | 0                 | 32       | 1      | 4           | 0          |
| B. Krumbein    | 37            | 18            | 1             | 0             | 1                 | 0                 | 0                 | 0                 | 38       | 18     | 1           | 0          |
| U. Meisner     | 33            | 1             | 0             | 1             | 1                 | 0                 | 0                 | 0                 | 34       | 1      | 0           | 1          |
| L. Mertins     | 27            | 2             | 1             | 0             | 1                 | 0                 | 0                 | 0                 | 28       | 2      | 1           | 0          |
| U. Meyer       | 25            | 2             | 2             | 0             | 1                 | 1                 | 0                 | 0                 | 26       | 3      | 2           | 0          |
| H. Poesger     | 34            | 8             | 7             | 0             | 1                 | 1                 | 0                 | 0                 | 35       | 9      | 7           | 0          |
| W. Rischker    | 37            | 2             | 0             | 0             | 1                 | 0                 | 0                 | 0                 | 38       | 2      | 0           | 0          |
| E. Schmid      | 17            | 4             | 2             | 0             | 0                 | 0                 | 0                 | 0                 | 17       | 4      | 2           | 0          |
| B. Staigies    | 18            | 0             | 5             | 0             | 1                 | 0                 | 0                 | 0                 | 19       | 0      | 5           | 0          |
| F. Witter      | 34            | 0             | 4             | 1             | 1                 | 0                 | 0                 | 0                 | 35       | 0      | 4           | 1          |